# Северная Шудья

Северная Шудья — река в России, протекает в Красновишерском районе Пермского края. Устье реки находится в 13 км по правому берегу реки Шудья. Длина реки составляет 13 км.
Исток реки в лесном массиве на отрогах Северного Урала в 25 км юго-восточнее Красновишерска. Река течёт на юг по ненаселённой местности, среди холмов, покрытых елово-берёзовой тайгой.

## Данные водного реестра
По данным государственного водного реестра России относится к Камскому бассейновому округу, водохозяйственный участок реки — Кама от водомерного поста у села Бондюг до города Березники, речной подбассейн реки — бассейны притоков Камы до впадения Белой. Речной бассейн реки — Кама.
По данным геоинформационной системы водохозяйственного районирования территории РФ, подготовленной Федеральным агентством водных ресурсов:
- Код водного объекта в государственном водном реестре — 10010100212111100005270
- Код по гидрологической изученности (ГИ) — 111100527
- Код бассейна — 10.01.01.002
- Номер тома по ГИ — 11
- Выпуск по ГИ — 1